# I когорта далматов
I когорта далматов (лат. Cohors I Delmatarum) — вспомогательное подразделение армии Древнего Рима.
Когорта, вероятно, была набрана в правление императора Октавиана Августа из жителей Далмации после 9 года. К эпохе царствования Клавдия подразделение уже существовало. О его ранней истории известно мало. Холдер предполагает, что когорта, возможно, принимала участие в римском вторжении в Британию (43 год) или подавлении восстания Боудикки (61 год), но этому нет никаких доказательств. Когорта впервые появляется в датируемой эпиграфической надписи в 122 году в Британии. Последние упоминания подразделения относятся к периоду 138—161 годов. Когорта дислоцировалась в следующих римских фортах в Британии: Бремений, Мэрипорт и Цилурний. До нашего времени дошли имена 12 префектов когорты.